# General der Fallschirmtruppe
General der Fallschirmtruppe (em português: General dos Paraquedistas) foi uma patente militar dentro da Luftwaffe. Até ao final da Segunda Guerra Mundial, esta patente era equivalente a um general de três estrelas, ou seja, a um Tenente-general.

## Lista de militares que chegaram a esta patente
- Bruno Bräuer
- Paul Conrath
- Richard Heidrich
- Eugen Meindl
- Hermann-Bernhard Ramcke
- Alfred Schlemm
- Kurt Student